# Nectine
De nectinen vormen een eiwitfamilie die betrokken zijn bij calciumafhankelijke celadhesie. Nectinen hebben een belangrijke rol bij de binding tussen cellen in veel verschillende weefsels, waaronder de intermediate junction van epitheelcellen of de chemische synaps van zenuwcellen.

## Structuur
Alle nectinen delen dezelfde algemene structuur: drie extracellulaire immunoglobuline-gebieden, een enkele transmembraanhelix en een intracellulair gebied in het cytoplasma. Alle nectinen kunnen een homodimeer vormen, wat inhoudt dat er sprake is van twee identieke dimeren op hetzelfde celmembraan. Na de homodimeervorming kunnen ze een interactie aangaan met andere celadhesiemoleculen door middel van homofiele binding of heterofiele binding. Het netwerk van deze trans-interacties is analytisch beschreven.